# Galina Gladkova
Galina Gladkova (russisch Галина Гладкова; * 1959 in Kanada) ist eine kanadische Tänzerin mit russischen Wurzeln. Ein Reitunfall im Jahr 1995 setzte ihrer Karriere als Tänzerin ein Ende. Heute ist sie Direktorin und Choreographin der Basel Dance Academy.

## Leben
Galina Gladkova wuchs in Toronto auf. Mit Tanzunterricht verfolgte sie einen Kindheitstraum und gewann ein Stipendien in New York. Mehrere Ereignisse haben sie nach Basel geführt, wo sie 1985 einen Zahnarzt heiratete, der ebenfalls im Tanzbereich engagiert war. Während der Zeit, die sie nicht im Tanzstudio verbrachte, diplomierte Gladkova als Kontrabassistin und schloss 2003 das Master-Programm in Kulturmanagement an der Universität Basel ab.

### Karriere
Nachdem sie in New York die Bühnenreife erreicht hatte, kam sie auf Einladung von Heinz Spoerli 1981 zum Ballett nach Basel. Sie tanzte mehrere Jahre als Solistin im Theater Basel, später ebenfalls beim Luzerner Ballett und dem Schweizer Kammerballett, wo sie unter Vertrag war. Danach kehrte sie unter der Direktorin Youri Vámos nach Basel zurück.
Seit einem Reitunfall 1995 in Frankreich ist Galina Gladkova querschnittgelähmt. Sie brauchte zwei Jahre, um die Aufgaben des Alltags wieder bewältigen zu können. Zusammen mit Tanzkollegen aus den vergangenen Jahren bot sie in ihrem Ferienhaus in Frankreich ein Ballett-Ferienlager und begann später, junge Tänzer und Tänzerinnen auszubilden. 2006 gründete sie ihre eigene Tanzakademie Basel Dance Academy, die sie bis heute leitet. Ihre Akademie ist die einzige Tanzschule der Nordwestschweiz, welche die Möglichkeit bietet, eine professionelle Tanzkarriere und gleichzeitig einen Maturaabschluss zu verfolgen.

## Auszeichnungen
- Querschnittgelähmte des Jahres 2020/2021 (Paraplegiker-Stiftung)[6]

## Auftritte als Tänzerin und Choreografin der Basel Dance Academy
- Die Goldene Nuss – Gladkova erstes abendfüllendes Ballet
- Théâtre la Coupole St. Louis (Frankreich) – Cabaret Junior 2018
- Théâtre la Coupole St. Louis (Frankreich) – Goldene Nuss 2018
- Musical Theater, Basel – «Nussknacker» Staatsballett Karlsruhe, Dir: Birgit Keil, Choreographie: Youri Vamos, 2018
- Théâtre la Coupole St. Louis (Frankreich) – Summerdances 2018[7]